# Малмыжское месторождение
Малмыжское месторождение — золото-медно-порфировое месторождение России, расположенное в Нанайском районе Хабаровского края, в 274 км от Хабаровска, в окрестностях села Малмыж.

## История
В сентябре 2006 года компания «Амур Минералс» получила лицензию на право пользования недрами с целью геологического изучения, разведки и добычи рудного золота и сопутствующих компонентов на Малмыжском рудном поле. На момент выдачи лицензии перспективы рудоносности участка недр были не определёны. Месторождений рудных полезных ископаемых на площади выявлено не было. Ресурсный потенциал площади оценивался в 5 тонн рудного золота (категория Р3).
В 2007—2009 годах на рудном поле компанией была проведёна буровая заверка новых выявленных геохимических аномалий и аномалий магнитного поля, по результатам которой на Малмыжской площади выявлена крупная золото-медно-порфировая система, в пределах которой оконтурено около 10 перспективных участков (порфировых центров). На трёх из них буровыми работами доказано наличие промышленно-значимых концентраций золото-медных руд, прослеженных до глубин 200 м.
Полностью оконтурить и изучить часть участков не представлялось возможным, так как они выходили за границы лицензионной площади. Поэтому весной 2009 года компания подала заявку на включение в перечень аукционных объектов участка Северный Малмыж, который представляет собой фланги Малмыжского рудного поля.
В июле 2010 году «Амур Минералс» получил лицензию на право пользования недрами с целью геологического изучения, разведки и добычи золота, меди и попутных компонентов на участке Северный Малмыж. В целом эти лицензионные участки характеризуют единую рудоносную структуру — вытянутую в северо-восточном направлении на 20 км, при ширине от 6 до 10 км. Общая площадь лицензионных участков составляет 152,8 км².
В 2010—2012 годах на участке Северный Малмыж велись площадные поисковые работы, по результатам которых было выделено 8 участков (аномалий), перспективных на выявление золото-медно-порфирового оруденения. Одновременно, на площадях Малмыжского рудного поля и Северного Малмыжа активно проводились буровые работы. Всего за 2008—2012 годы было пробурено 99 скважин, общей длиной 32 855 пог. м., в том числе на Малмыжском рудном поле 73 скважины (24 616 пог. м.), на участке Северный Малмыж — 25 скважин (8239 пог. м.). В мае 2013 года «Амур Минералс» приступил к выполнению оценочных работ. Всего в период с мая 2013 по январь 2014 года было пробурено 73 оценочных скважины общей длиной 24 254 пог. м и 41 картировочная скважина общей длиной 650 пог. м. Также в этот период продолжались поисковые и оценочные работы по действующему проекту на геологическое изучение участка Северный Малмыж. Всего в период с января 2013 по январь 2015 года было пробурено 40 оценочных скважины общей длиной 13 432 пог. м.
По их результатам выявлено и оценено крупное Малмыжское золото-меднопорфировое месторождение, представленное четырьмя крупными участками прожилково-вкрапленной золото-медно-порфировой минерализации, которые были оценёны с детальностью, отвечающей категориям С2 и С1, а также около 10 мелких участков.
Федеральное агентство по недропользованию, протоколом 4163-оп от 10.04.2015 года, утвердило запасы категорий С1 + С2:
- балансовые: 1 261 023 тыс. т. руды, 5 156 тыс. т. меди (содержание 0,41 %), 278,1 т. золота (содержание 0,21 г/т)
- забалансовые: 129 173 тыс. т. руды, 478 тыс. т. меди (содержание 0,37 %), 19,7 т. золота (содержание 0,15 г/т).

В соответствии с законодательством РФ, по количеству запасов меди и золота Малмыжское месторождение признано участком недр Федерального значения.
Распоряжением Правительства РФ № 1567 от 21.07.2016 года «Амур Минералс» предоставлено разрешение на проведение разведки и добычи рудного золота и меди на данном объекте.
В 2018 году владельцем «Амур Минералс» становится «Русская медная компания», которая выполнила значительный объём заверочных работ и приступила к разведочной стадии изучения месторождения в соответствии с «Проектом на проведение разведочных работ на рудное золото и медь на Малмыжском рудном поле и участке Северный Малмыж в 2016—2019 гг.» и дополнением к нему со сроком работ до 2021 года.
Одновременно продолжаются поисковые и оценочные работы в соответствии с «Проектом на проведение поисковых и оценочных работ на рудное золото, медь и попутные компоненты на Малмыжском рудном поле и участке Северный Малмыж в 2017—2024 гг.».
В 2024 году вводится Малмыжский ГОК